# Casa Mary Callery
Casa Mary Callery és un habitatge del municipi de Cadaqués (Alt Empordà) inclòs en l'Inventari del Patrimoni Arquitectònic de Catalunya.

## Descripció
Situada dins del nucli urbà de la població de Cadaqués, al bell mig del carrer de s'Embut, força proper a la platja des Portitxó.
Edifici unifamiliar cantoner de planta irregular amb jardí posterior, que presenta la coberta a un sol vessant i està distribuït en planta baixa i tres pisos. Actualment es troba en restauració. Les obertures són rectangulars, i no gaire grans, exceptuant el gran finestral que comunica la sala d'estar amb el jardí. Es troben disposades irregularment amb la intenció d'il·luminar i ventilar les estances interiors, ja que el carrer de s'Embut és un molt estret. Per aquest mateix motiu, la construcció és tan alta, amb una gran terrassa a l'última planta orientada al mar, que sobresurt per sobre dels edificis que té al davant. La característica principal de l'edifici és la seva distribució interior, deguda al desnivell que presenta el terreny de la zona. Destaca, a la planta baixa, la sala d'estar, disposada a doble alçada i en contacte amb una planta intermèdia amb dormitori i bany. A la planta superior hi ha el dormitori principal, amb sortida a la terrassa anterior. Els sostres de les estances són majoritàriament de biguetes i revoltons i els forjats de lloses de pissarra. Alguns dels mobles són d'obra.
La construcció està arrebossada i pintada de color blanc i la tanca que delimita el jardí és bastida amb lloses de pedra llicorella, material utilitzat també en alguns murs interiors.

## Història
L'any 1962 l'escultora americana Mary Callery va encarregar als arquitectes Peter Harnden i Lanfranco Bombelli la reforma de la casa que havia comprat a Cadaqués.
Cal recordar que partir dels anys 50, Cadaqués es va convertir en un centre cultural important, on es reunien personatges de la burgesia catalana i artistes internacionals de ressò. Aquests fets, juntament amb l'increment de turisme, varen comportar la construcció de noves cases d'estiueig i la reforma de les antigues introduint variacions lligades a les darreres tendències arquitectòniques, encara que conservant, globalment, l'estil arquitectònic tradicional.